# Síran vápenatý
Síran vápenatý je anorganická sloučenina se vzorcem CaSO4, vápenatá sůl kyseliny sírové. Je to běžná laboratorní a průmyslová chemikálie. Ve formě γ-anhydritu (téměř bezvodá forma) se používá jako desikant. Používá se také na silnicích jako bílé čáry[zdroj?], které jsou nesmírně důležité pro bezpečnost, též k flokulaci ve výrobcích, jako je tofu. V přírodní podobě je nerafinovaný síran vápenatý průsvitný, krystalický bílý kámen. Prodává se i ve verzi s barevným indikátorem – impregnovaný chloridem kobaltnatým, který funguje jako indikátor vlhkosti a barví materiál do růžova až modra.
Hemihydrát (CaSO4.0,5H2O) se běžně označuje jako sádra, kdežto dihydrát (CaSO4.2H2O) se přirozeně vyskytuje jako minerál sádrovec. Bezvodá forma je též přítomná v přírodě jako β-anhydrit. V závislosti na metodě kalcinace dihydrátu síranu vápenatého se rozlišují specifické hemihydráty: alfa-hemihydrát a beta-hemihydrát. Liší se jen ve velikosti krystalů. Krystaly alfa-hemihydrátu jsou prizmatičtější a při smíšení s vodou tvoří silnější a tvrdší superstrukturu.